# Parafia Podwyższenia Krzyża Świętego w Zagórzu Śląskim
Parafia Podwyższenia Krzyża św. w Zagórzu Śląskim znajduje się w dekanacie głuszyckim w diecezji świdnickiej. Była erygowana w 1972 r. Jej proboszczem jest ks.prałat Zygmunt Mielczarek